# Кулик, Сергей Александрович
Сергей Александрович Кулик (4 февраля 1957, Азов — 23 февраля 2010, Азов) — российский художник.

## Биография
Сергей Кулик родился 4 февраля 1957 года в Азове.
Поступил в Ростовское художественное училище имени М. Б. Грекова, закончил в 1983 году декоративно-оформительское отделение. Работал художником в кинотеатре «Ростов».
В 1988 году участвовал в знаменитых в искусствоведческих кругах «Однодневной выставке» и выставке «Жупел» будущего товарищества «Искусство или смерть».
Заболел шизофренией, получил инвалидность и уехал к матери в Азов.
Жил в нищете и одиночестве. Болел туберкулёзом. Последние два года картин не писал. Свою болезнь скрывал и не лечился.
Умер 23 февраля 2010 года в Азове.

## Наиболее известные выставки
- 2010 — «Сергей Кулик». Галерея «Золотой жук», Ростов-на-Дону.[7]
- 1988 — «Жупел». Выставочный зал Союза художников на ул. Горького, Ростов-на-Дону.[3][4]
- 1988 — «Однодневная выставка». ДК з-да «Прибой», Таганрог.[8][4]

## Цитаты
- «Есть люди, у которых творчество становится частично профессией, в этом случае человек осознаёт, что ему в социуме нужно делать какие-то шаги, жить во внешнем мире. Сергей хотел только одного — быть художником. Он переписывал работы по несколько раз. Его картины максимально просты по форме, в них нет ничего лишнего, нет грязи, нет суеты»[2] — Александра Токарева, 2012.